# Giáy
Los giáy (vietnamita : người Giáy /ŋɯɤi˨˩ zɑi˧˥/), conocidos en Laos como nhang o yang, son un grupo étnico de Vietnam y Laos. La mayoría vive en las provincias montañosas del norte de Lào Cai, Hà Giang, Lai Châu y Cao Bằng. En 2019 su población sumaba 67.858 personas.

## Idioma
Los giáy hablan la lengua buyei, miembro de la familia de lenguas tai. La alfabetización es baja en su lengua materna; sin embargo, la mayoría de los giáy también pueden hablar y escribir vietnamita, que aprenden en la escuela primaria.

## Cultura
Los giáy tradicionalmente cultivan arrozales utilizando tecnología simple. Los búfalos de agua se crían como animales de tiro para arar la tierra. Además crían pollos y cerdos como alimento. También cultivan maíz y mandioca (a veces en tierras demasiado empinadas para cultivar arroz) como alimento para el ganado.
Los giáy confeccionan su ropa con algodón. Las mujeres suelen vestir una blusa de cinco paneles de colores brillantes que se abotona debajo del brazo derecho y presenta el cuello y puños en contraste, además también usan  pañuelos a cuadros de colores. Los hombres tradicionalmente visten túnicas y turbantes sencillos. Tanto hombres como mujeres usan pantalones holgados de color añil. La vestimenta occidental es ahora muy común entre muchos giáy, especialmente entre los hombres.
La sociedad giáy es patriarcal. Los niños llevan el apellido de su padre. El hijo mayor de una familia (o el yerno si no tienen hijos) es responsable del cuidado de sus padres; continúa viviendo en la casa familiar incluso después de casarse.
Tradicionalmente, los giáy trataban las tierras agrícolas como propiedad comunal. Aunque hoy en día es cada vez más común que cada familia sea propietaria de una parcela separada de tierra de cultivo, la siembra y la cosecha se siguen realizando en comunidad. En el día de la serpiente del primer mes lunar, los giáy celebran el Roóng Poọc, un festival que marca el inicio de la temporada del arroz.
En el plano culinario, tienen platos llamados lạp siềng y lò nùng.
Entre su canto destaca el vương y el phướn.

## Religión
Los giáy tradicionalmente adoran a sus antepasados, así como a espíritus animistas que gobiernan los cielos, el suelo, la cocina, etc.
Cada aldea giáy tiene una arboleda sagrada llamada đoong xía. Se hacen ofrendas dos veces al año al árbol más grande de la arboleda, para asegurar el favor del espíritu que gobierna el pueblo.